# Equipe iemenita na Copa Davis
A equipe iemenita na Copa Davis representa o Iêmen na Copa Davis, principal competição de tênis masculina por equipes do mundo. É administrada pela Yemen Tennis Federation.